# Луценківське газоконденсатне родовище
Луценківське газоконденсатне родовище — газоконденсатне родовище, що належить до Глинсько-Солохівського газонафтоносного району Східного нафтогазоносного регіону України.

## Опис
Розташоване в Полтавській області на відстані 20 км від м. Лохвиця.
Знаходиться в північно-західній частині приосьової зони Дніпровсько-Донецької западини в межах Свиридівської сідловини.
Структура виявлена в 1968 р. і має вигляд структурного носа, в межах якого завдяки системі скидів амплітудою 25-50 м утворилась комбінована пастка розміром 12,0х5,0 км.
Перший промисловий приплив газу і конденсату отримано з інт. 5116-5145 м у 1979 р.
Поклади пластові, тектонічно екрановані та літологічно обмежені. Режим покладів газовий. Запаси початкові видобувні категорій А+В+С1: газу — 4780 млн. м³; конденсату — 1270 тис. т.